# Choquet-Rand
Der Choquet-Rand, benannt nach Gustave Choquet, ist ein Begriff aus der mathematischen Theorie der Banachalgebren. Es handelt sich dabei um einen Rand einer kommutativen Banachalgebra, der stets im Schilow-Rand enthalten ist.

## Definition
Es sei {\displaystyle X} ein kompakter Hausdorffraum und {\displaystyle C(X)} die Banachalgebra der stetigen Funktionen {\displaystyle X\rightarrow \mathbb {C} } mit der Supremumsnorm {\displaystyle \|\cdot \|_{\infty }}. Eine Funktionenalgebra über {\displaystyle X} ist eine Unteralgebra {\displaystyle A\subset C(X)}, die die konstanten Funktionen enthält und die Punkte trennt, das heißt, für zwei verschiedene Punkte {\displaystyle x,y\in X} gibt es ein {\displaystyle f\in A} mit {\displaystyle f(x)\not =f(y)}.
Es sei weiter {\displaystyle \|\cdot \|} eine Algebrennorm auf {\displaystyle A}, {\displaystyle A^{*}} sei der zugehörige Dualraum und schließlich
{\displaystyle A_{1}^{*}:=\{f\in A\mid \|f\|=f(1)=1\}}
der sogenannte Zustandsraum von {\displaystyle A},
wobei mit 1 hier auch die konstante Funktion 1 bezeichnet sei, die ja definitionsgemäß in {\displaystyle A} enthalten ist und dort die Rolle eines Einselements spielt. Dies ist eine konvexe, schwach-*-kompakte Menge in {\displaystyle A^{*}} und besitzt daher nach dem Satz von Krein-Milman viele Extremalpunkte. Es sei {\displaystyle \mathrm {ext} (A_{1}^{*})} die Menge dieser Extremalpunkte.
Für jedes {\displaystyle x\in X} ist die Punktauswertung
{\displaystyle \delta _{x}\colon A\rightarrow \mathbb {C} ,\,\delta _{x}(f):=f(x)}
offenbar ein Element aus {\displaystyle A_{1}^{*}}. Wir interessieren uns nun für diejenigen Punkte {\displaystyle x\in X}, für die {\displaystyle \delta _{x}} sogar ein Extremalpunkt des Zustandsraums ist:
{\displaystyle \chi A:=\{x\in X\mid \delta _{x}\in \mathrm {ext} (A_{1}^{*})\}}     heißt Choquet-Rand von {\displaystyle A}.
Ist  {\displaystyle A} eine beliebige kommutative Banachalgebra mit Einselement und ist {\displaystyle X_{A}} ihr Gelfand-Raum, so definiert man {\displaystyle \chi A} als den Choquet-Rand der Funktionenalgebra der Gelfand-Transformierten in {\displaystyle C(X_{A})}. Die letzte Definition kann in konstruierten Fällen in Konflikt zur ersten geraten, denn ist eine kommutative Banachalgebra {\displaystyle A} auch als eine Funktionenalgebra in einer Algebra {\displaystyle C(X)} realisiert, so muss {\displaystyle X} nicht notwendigerweise der Gelfand-Raum von {\displaystyle A} sein.

## Der Choquet-Rand ist ein Rand
Ist {\displaystyle X} ein kompakter Hausdorffraum und {\displaystyle A\subset C(X)} eine Funktionenalgebra, gilt
- {\displaystyle \chi A\not =\emptyset }, der Choquet-Rand ist nicht leer.
- {\displaystyle \chi A} ist ein Rand für {\displaystyle A}
- {\displaystyle {\overline {\chi A}}=\partial A}, das heißt, der Choquet-Rand liegt dicht im Schilow-Rand.

## Beziehung zum Bishop-Rand
Ist {\displaystyle X} ein kompakter Hausdorffraum und {\displaystyle A\subset C(X)} eine abgeschlossene Funktionenalgebra, so stimmt der Bishop-Rand mit dem Choquet-Rand überein und ist eine Gδ-Menge.

## Beispiele
- Ist {\displaystyle X} ein kompakter Hausdorffraum, so ist {\displaystyle \chi C(X)=X} und stimmt daher mit dem Schilow-Rand überein. Es gibt Beispiele für Räume {\displaystyle X}, für die der Bishop-Rand von {\displaystyle C(X)} leer ist, z. B. {\displaystyle X=[0,1]^{\mathbb {R} }}.[6]
- Das Standardbeispiel und Vorbild für die Entwicklung des Randbegriffs ist die Diskalgebra {\displaystyle A(\mathbb {D} )\subset C(\mathbb {D} )} auf dem Einheitskreis {\displaystyle \mathbb {D} :=\{z\in \mathbb {C} \mid |z|\leq 1\}}. Hier stimmen ebenfalls Choquet-Rand und Schilow-Rand überein und sind gleich dem topologischen Rand {\displaystyle \partial \mathbb {D} :=\{z\in \mathbb {C} \mid |z|=1\}}.

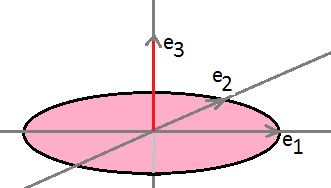
X ist die Vereinigung aus Kreisscheibe und im Nullpunkt aufgesetzter Strecke

- Wir geben nun eine Funktionenalgebra an, für die der Choquet-Rand nicht abgeschlossen ist. Dazu sei

{\displaystyle X:=\mathbb {D} \cup [0,1]\cdot e_{3}\subset \mathbb {R} ^{3}} mit der Relativtopologie.
{\displaystyle X} ist ein kompakter Raum und {\displaystyle C(X)} enthält die Funktionenalgebra
{\displaystyle A:=\{f\in C(X)\mid f|_{\mathrm {int} (\mathbb {D} )}{\text{ ist holomorph }}\}},
wobei {\displaystyle \mathrm {int} (\mathbb {D} )} das Innere des Einheitskreises bezeichne. Für den Schilow-Rand {\displaystyle \partial A} zeigt man
{\displaystyle \partial A=\partial \mathbb {D} \cup [0,1]\cdot e_{3}}.
Im Artikel zum Bishop-Rand wurde begründet, dass dieser gleich
{\displaystyle \partial \mathbb {D} \cup (0,1]\cdot e_{3}=\partial A\setminus \{(0,0,0)\}}
ist. Nach obiger Beziehung zwischen Bishop-Rand und Choquet-Rand ist das aber auch gleich dem Choquet-Rand, der in diesem Beispiel also echt im Schilow-Rand enthalten ist. Wie nach obigem Satz nicht anders zu erwarten, ist hier {\displaystyle {\overline {\chi A}}=\partial A}.

## Darstellende Maße
Der Choquet-Rand lässt sich durch sogenannte darstellende Maße charakterisieren, was die Verbindung zur Choquet-Theorie schlägt. Für einen kompakten Hausdorffraum {\displaystyle X} sei {\displaystyle M(X)} Banachraum der regulären komplexen Maße auf {\displaystyle X} mit der totalen Variation als Norm. Ein Maß {\displaystyle \mu \in M(X)} heißt ein darstellendes Maß für ein {\displaystyle \varphi \in A^{*}}, falls
{\displaystyle \|\varphi \|=\|\mu \|}   und   {\displaystyle \varphi (f)=\int _{X}f(x)\mathrm {d} \mu (x)}   für alle   {\displaystyle f\in A}.
Ist zum Beispiel {\displaystyle \varphi =\delta _{x}}, so ist das Einpunktmaß {\displaystyle \varepsilon _{x}} ein darstellendes Maß, denn
{\displaystyle \|\delta _{x}\|=1=\|\varepsilon _{x}\|}   und   {\displaystyle \delta _{x}(f)=f(x)=\int _{X}f(y)\mathrm {d} \varepsilon _{x}(y)}.
Es könnte aber weitere darstellende Maße geben. Ist zum Beispiel {\displaystyle A=A(\mathbb {D} )\subset C(\mathbb {D} )} die Diskalgebra, so gilt für alle {\displaystyle f\in A(\mathbb {D} )} nach der cauchyschen Integralformel
{\displaystyle \delta _{0}(f)=f(0)={\frac {1}{2\pi i}}\int _{\partial \mathbb {D} }{\frac {f(z)}{z}}\mathrm {d} z=\int _{\mathbb {D} }f(z)\mathrm {d} \mu (z)}
mit einem auf {\displaystyle \partial \mathbb {D} } konzentrierten Maß {\displaystyle \mu }. In diesem Fall ist das darstellende Maß also nicht eindeutig. Ein ähnliches Argument zeigt, dass das darstellende Maß für kein {\displaystyle \delta _{z},\,|z|<1} eindeutig ist. Eine Eindeutigkeit des darstellenden Maßes liegt nur für Funktionale {\displaystyle \delta _{z}} mit {\displaystyle |z|=1} vor. Diese Situation gilt auch im allgemeinen Fall, genauer gilt folgender Satz:
Ist {\displaystyle X} ein kompakter Hausdorffraum und {\displaystyle A\subset C(X)} eine Funktionenalgebra, so sind folgende Aussagen über {\displaystyle x\in X} äquivalent:
- {\displaystyle x\in \chi A}
- Das darstellende Maß für {\displaystyle \delta _{x}} ist eindeutig bestimmt.

## Abgeschlossene Funktionenalgebren
Fordert man von der Funktionenalgebra {\displaystyle A\subset C(X)} zusätzlich, dass diese bezüglich der Supremumsnorm abgeschlossen ist, so sind folgende Aussagen über ein {\displaystyle x\in X} äquivalent:
- {\displaystyle x\in \chi A}
- Zu {\displaystyle 0<\alpha <\beta <1} und jeder offenen Umgebung {\displaystyle U} von {\displaystyle x} gibt es ein {\displaystyle f\in A} mit {\displaystyle \|f\|_{\infty }=1}, {\displaystyle |f(x)|>\beta } und {\displaystyle |f(y)|<\alpha } für alle {\displaystyle y\in X\setminus U}.
- Zu jeder offenen Umgebung {\displaystyle U} von {\displaystyle x} gibt es ein {\displaystyle f\in A} mit {\displaystyle \|f\|_{\infty }=1}, {\displaystyle \textstyle |f(x)|>{\frac {3}{4}}} und {\displaystyle \textstyle |f(y)|<{\frac {1}{4}}} für alle {\displaystyle y\in X\setminus U}.
- Zu jeder offenen Umgebung {\displaystyle U} von {\displaystyle x} gibt es ein {\displaystyle f\in A} mit {\displaystyle \|f\|_{\infty }=1=|f(x)|} und {\displaystyle \textstyle |f(y)|<1} für alle {\displaystyle y\in X\setminus U}.
- Es gibt eine Familie {\displaystyle (f_{\alpha })_{\alpha \in I}} in {\displaystyle A} mit {\displaystyle \textstyle \{x\}=\bigcap _{\alpha \in I}\{y\in X\mid |f_{\alpha }(y)|=\|f\|_{\infty }\}}.

## Anwendung
Mit Hilfe des Choquet-Randes kann man folgenden auf Robert Phelps zurückgehenden Satz beweisen:
Es seien {\displaystyle X} ein kompakter Hausdorffraum und {\displaystyle A\subset C(X)} eine Funktionenalgebra. Ist {\displaystyle T\colon A\rightarrow A} eine lineare uns surjektive Isometrie mit {\displaystyle T(1)=1}, so ist {\displaystyle T} multiplikativ, das heißt, es gilt {\displaystyle T(fg)=T(f)T(g)} für alle {\displaystyle f,g\in A}.
Das zentrale Argument im Beweis besteht darin, die Multiplikativität von Punktauswertungen {\displaystyle \delta _{x}} für Punkte {\displaystyle x} aus dem Choquet-Rand zu verwenden. Damit zeigt man, dass {\displaystyle T(fg)} und {\displaystyle T(f)T(g)} auf allen Punkten des Choquet-Randes übereinstimmen und daher gleich sein müssen, denn der Choquet-Rand ist ein Rand. Das ist im unten genannten Lehrbuch von R. Larsen ausgeführt.